# Шарлотта (корвет, 1807)
«Шарлотта» — 16-пушечный парусный корвет Балтийского флота России. Участник англо-русской и Отечественной войн.

## Описание судна
Парусный корвет, длина судна по сведениям из различных источников составляла от 26,22 до 26,4 метра, ширина от 7,9 до 7,92 метра, а осадка от 3,35 до 3,4 метра. Вооружение судна состояло из 16-и орудий.

## История службы
Корвет «Шарлотта» был куплен во Франции в 1807 году, вошел в состав Балтийского флота России.
Принимал участие в участие в англо-русской войне, в том числе в боевых действиях против флотов Англии и Швеции в Балтийском море в 1808 и 1809 годах. С 26 по 28 мая 1808 года перешёл из Кронштадта в Свеаборг для усиления его обороны в составе отряда капитана 2-го ранга графа Л. П. Гейдена.
4 июня корвет «Шарлотта» и катер «Опыт» были направлены «для крейсирования от сего порта до Гангута, располагая плавание ваше по сей части Финского залива так, чтобы оба берега его были осматриваемы и для того одно из судов, вам поручаемых, должно держаться ближе к южным берегам, но так, чтобы оба судна были в виду один от другого и могли взаимно через сигналы иметь сношение и в случае надобности соединиться вскоре». Корвет, встретив у Гангута значительное количество неприятельских судов, уклонился от столкновения с ними и укрылся в Балтийском порте. При этом, катер «Опыт» потерявший «Шарлотту» из виду и отправленный по приказу вице-адмирала А. А. Сарычева на её поиски, в неравном бою был захвачен английским фрегатом «Salsette».
В июле корвет вошёл в состав эскадры адмирала П. И. Ханыкова, находившейся в крейсерском плавании у Гангута, и был направлен в шхеры для усиления гребной флотилии. Осенью судно вернулось в Кронштадт. В мае 1809 года выходил в крейсерство к острову Сескар, после чего находился в составе эскадры, занимавшей позицию на Кронштадтском рейде для защиты острова Котлин. В 1810 и 1811 годах выходил в крейсерские плавания в Финский и Ботнический заливы.
Принимал участие в участие в Отечественной войне 1812 года. В июне 1812 года вышел в крейсерство к Виндаве в составе отряда. 14 августа присоединился к отряду транспортных судов, вышедших из Риги, и английской эскадре контр-адмирала Т. Мартена и вместе с ними к 19 августа прибыл на Данцигский рейд и, присоединившись к отряду капитана 2-го ранга И. С. Тулубьева, принимал участие в блокаде крепости с моря. С 4 сентября ушёл от Данцига и к 8 сентября прибыл в Свеаборг, а в сентябре следующего года вернулся в Кронштадт.
Корвет «Шарлотта» был разобран в Кронштадте в 1817 году.

## Командиры корвета
Командирами корвета «Шарлотта» в разное время служили.
- Г. Н. Бутаков (1808 год).
- П. И. Василевский (1809–1812 годы).
- Кулаковский (1813 год).